# Bisdom Imperatriz
Het bisdom Imperatriz (Latijn: Dioecesis Imperatricis) is een rooms-katholiek bisdom met als zetel Imperatriz, in Brazilië. Het bisdom is suffragaan aan het aartsbisdom São Luís do Maranhão.

## Geschiedenis
Het bisdom werd opgericht op 27 juni 1987, uit delen van het bisdom Carolina.

## Parochies
Het bisdom had in 2021 een oppervlakte van 25.958 km2 en telde 580.940 inwoners waarvan 61,1% rooms-katholiek was.

## Bisschoppen
- Affonso Felippe Gregory (16 juli 1987 - 3 augustus 2005)
- Gilberto Pastana de Oliveira (3 augustus 2005 - 18 mei 2016)
- Vilson Basso (19 april 2017 - heden)

São Luís do Maranhão (aartsbisdom) · Bacabal · Balsas · Brejo · Carolina · Caxias do Maranhão · Coroatá · Grajaú · Imperatriz · Pinheiro · Viana · Zé Doca